# Tridontomidae
Tridontomidae är en familj av mångfotingar. Tridontomidae ingår i bl.a. ordningen banddubbelfotingar, klassen dubbelfotingar, fylumet leddjur och riket djur. Enligt Catalogue of Life omfattar familjen Tridontomidae 3 arter. 
Kladogram enligt Catalogue of Life:
| Tridontomidae | \| \| Aenigmopus \| \| \| \| \| \| Tridontomus \| \| \| \| |
|               | \| \| Aenigmopus \| \| \| \| \| \| Tridontomus \| \| \| \| |
|               | Aenigmopus                                                 |
|               |                                                            |
|               | Tridontomus                                                |
|               |                                                            |